# Heliconia triflora
Heliconia triflora är en enhjärtbladig växtart som beskrevs av Humberto de Souza Barreiros. Heliconia triflora ingår i släktet Heliconia och familjen Heliconiaceae. Inga underarter finns listade.